# Bundesstraße 172
De Bundesstraße 172 (ook wel B172) is een bundesstraße in Duitsland die door de deelstaat Saksen loopt.
De B172 begint in Pirna en loopt door Königstein, Bad Schandau en verder naar Schmilka bij de Tsjechische grens. De B172 is ongeveer 45 km lang.

## Routebeschrijving
De B172 begint bij Pirna en loopt door de stad, langs Königstein waarna de B172 direct langs de rivier de Elbe loopt en bij Reinhardtsdorf-Schöna eindigt op de Tsjechische grens.

## Geschiedenis
Afwaardering
Na het gereedkomen van de A17 is het gedeelte tussen Dresden-Altstadt en Pirna, vanwege het parallelle verloop aan de A17, afgewaardeerd naar S172

## Toekomst
Bij Pirna is een zuidelijke rondweg voorzien, de B172b. Een bouwbegin wordt niet voor 2014 voorzien.
B1 · B2 · B4 · B6 · B6n · B7 · B19 · B27 · B62 · B71 · B71n · B79 · B80 · B81 · B84 · B85 · B86 · B87 · B88 · B89 · B90 · B91 · B92 · B93 · B94 · B95 · B96 · B97 · B98 · B99 · B100 · B101 · B107 · B115 · B156 · B169 · B170 · B171 · B172 · B172a · B172b · B173 · B174 · B175 · B176 · B178 · B180 · B181 · B182 · B183 · B183a · B184 · B185 · B186 · B187 · B187a · B188 · B189 · B190 · B190n · B242 · B243 · B244 · B245 · B245a · B246 · B246a · B247 · B248 · B248a · B249 · B250 · B278 · B280 · B281 · B282 · B283 · B285